# Румменигге, Михаэль
Михаэ́ль Руммени́гге (нем. Michael Rummenigge; род. 3 февраля 1964 года, Липпштадт, Северный Рейн-Вестфалия) — немецкий футболист.
Старший брат Михаэля — футболист Карл-Хайнц Румменигге, известный по выступлениям за мюнхенскую «Баварию» и сборную ФРГ.

## Карьера
Воспитанник футбольного клуба «Боруссия Липпштадт». В составе клуба был с 1970 по 1981 годы. Затем в 1981 году перешёл в молодёжный состав мюнхенской «Баварии». Его брат Карл-Хайнц в это время уже выступал за «Баварию» и был капитаном команды. В 1982 году Михаэль перешёл во взрослую команду. В стартовый состав удалось попасть только со следующего сезона. Выступал в клубе до 1988 года. В общей сложности, в составе «Баварии» Михаэль трижды стал чемпионом Германии и дважды выиграл Кубок Германии.
В 1988 году Румменигге перешёл в дортмундскую «Боруссию». В составе «Боруссии» в своём первом же сезоне выиграл Кубок Германии — первый титул «Боруссии» с 1960 года. Стал капитаном команды после прихода в сезоне 1991/92 на пост главного тренера Оттмара Хитцфельда. В том же году «Боруссия» заняла второе место в чемпионате страны. В 1993 году Румменигге сыграл в финале Кубка УЕФА против «Ювентуса». «Ювентус» выиграл по сумме двух матчей со счётом 6:1, единственный гол за дортмундскую команду забил Румменигге.
В 1993 году Румменигге завершил свои выступления за «Боруссию». В общей сложности, он сыграл 309 матчей в Бундеслиге и забил 90 голов. Продолжил карьеру в японском клубе «Урава Ред Даймондс», в котором играл до 1995 года. В начале 1996 года Румменигге завершил свою футбольную карьеру из-за травмы пальца ноги.
Сыграл два матча за сборную ФРГ.

## Жизнь после футбола
Румменигге в данный момент является банкиром и управляет успешным агентством спортивного маркетинга «Sports & Businnes», а также сетью коммерческих футбольных школ «Fußballschule Michael Rummenigge». Кроме того, Румменигге является акционером Sportnex GmbH в Мюнхене. Имеет футбольный зал в Мюнстере, занимается продажей футбольных принадлежностей под маркой «Trendsport Rummenigge», в частности, переносные корты, игровые площадки и т. д. Румменигге также ведёт активную социальную деятельность. В частности, является инициатором движения против наркомании «NO DRUGS», а также объединения «Kinderlachen e. V.», которая занимается поддержкой тяжелобольных и обездоленных детей. В июне 2007 года с отличием сдал экзамены и получил лицензию тренера в спортивном университете в Кёльне. Женат, имеет трёх сыновей.

## Статистика выступлений[2]
| Клуб     | Клуб                | Клуб                      | Лига  | Лига | Кубок            | Кубок            | Кубок лиги          | Кубок лиги          | Всего | Всего |
| Сезон    | Клуб                | Лига                      | Матчи | Голы | Матчи            | Голы             | Матчи               | Голы                | Матчи | Голы  |
| Германия | Германия            | Германия                  | Лига  | Лига | Кубок Германии   | Кубок Германии   | Кубок немецкой лиги | Кубок немецкой лиги | Всего | Всего |
| -------- | ------------------- | ------------------------- | ----- | ---- | ---------------- | ---------------- | ------------------- | ------------------- | ----- | ----- |
| 1982-83  | Бавария             | Бундеслига                | 1     | 0    |                  |                  |                     |                     | 1     | 0     |
| 1983-84  | Бавария             | Бундеслига                | 33    | 11   |                  |                  |                     |                     | 33    | 11    |
| 1984-85  | Бавария             | Бундеслига                | 24    | 5    |                  |                  |                     |                     | 24    | 5     |
| 1985-86  | Бавария             | Бундеслига                | 31    | 10   |                  |                  |                     |                     | 31    | 10    |
| 1986-87  | Бавария             | Бундеслига                | 31    | 8    |                  |                  |                     |                     | 31    | 8     |
| 1987-88  | Бавария             | Бундеслига                | 32    | 10   |                  |                  |                     |                     | 32    | 10    |
| 1988-89  | Боруссия (Дортмунд) | Бундеслига                | 32    | 4    |                  |                  |                     |                     | 32    | 4     |
| 1989-90  | Боруссия (Дортмунд) | Бундеслига                | 29    | 9    |                  |                  |                     |                     | 29    | 9     |
| 1990-91  | Боруссия (Дортмунд) | Бундеслига                | 31    | 8    |                  |                  |                     |                     | 31    | 8     |
| 1991-92  | Боруссия (Дортмунд) | Бундеслига                | 36    | 10   |                  |                  |                     |                     | 36    | 10    |
| 1992-93  | Боруссия (Дортмунд) | Бундеслига                | 26    | 4    |                  |                  |                     |                     | 26    | 4     |
| 1993-94  | Боруссия (Дортмунд) | Бундеслига                | 3     | 1    |                  |                  |                     |                     | 3     | 1     |
| Япония   | Япония              | Япония                    | Лига  | Лига | Кубок Императора | Кубок Императора | Кубок Джей-лиги     | Кубок Джей-лиги     | Всего | Всего |
| 1993     | Урава Ред Даймондс  | Первый дивизион Джей-лиги | 6     | 1    | 2                | 0                | 3                   | 3                   | 11    | 4     |
| 1994     | Урава Ред Даймондс  | Первый дивизион Джей-лиги | 27    | 11   | 0                | 0                | 2                   | 1                   | 29    | 12    |
| 1995     | Урава Ред Даймондс  | Первый дивизион Джей-лиги | 9     | 1    | 0                | 0                | -                   | -                   | 9     | 1     |
| Страна   | Германия            | Германия                  | 309   | 80   |                  |                  |                     |                     | 309   | 80    |
| Страна   | Япония              | Япония                    | 42    | 13   | 2                | 0                | 5                   | 4                   | 49    | 17    |
| Всего    | Всего               | Всего                     | 351   | 93   | 2                | 0                | 5                   | 4                   | 358   | 97    |

## Достижения
- Чемпион Бундеслиги: 1984/85, 1985/86, 1986/87
- Обладатель Кубка Германии: 1983/84, 1985/86, 1988/89
- Обладатель Суперкубка Германии: 1987, 1989
- Финалист Кубка чемпионов: 1986/87
- Финалист Кубок УЕФА: 1992/93